# 馬爾斯希爾 (緬因州普查規定居民點)
馬爾斯希爾（英語：Mars Hill）是位於美國緬因州阿魯斯圖克縣的一個普查規定居民點。

## 人口
根據2020年美國人口普查的數據，馬爾斯希爾的面積為5.60平方千米，當中陸地面積為5.52平方千米，而水域面積為0.08平方千米。當地共有人口818人，而人口密度為每平方千米146.07人。